# Reserva natural de Komsomolsk
La reserva natural de Komsomolsk (en ruso: Комсомольский заповедник), también conocida como Komsomolsky, es un zapovédnik ruso (reserva natural estricta) situado en la confluencia de los ríos Gorin y Amur en el Lejano Oriente ruso. La reserva protege una zona de encuentro de múltiples ecorregiones que se pueden encontrar en el bajo Amur, incluido el tramo más septentrional de la taiga de Manchuria. Se encuentra a unos 50 km río abajo (al este) de Komsomolsk del Amur, en el distrito administrativo (raión) de Komsomolsk en el Krai de Jabárovsk.  La reserva fue creada en 1963 y abarca un área de 64 278 ha (248,2 mi²).
Desde 2004 la reserva natural de Komsomolsk está bajo la jurisdicción del Ministerio de Recursos Naturales y Medio Ambiente de Rusia y desde 2019, forma parte del parque nacional Tierra del Leopardo.

## Topografía

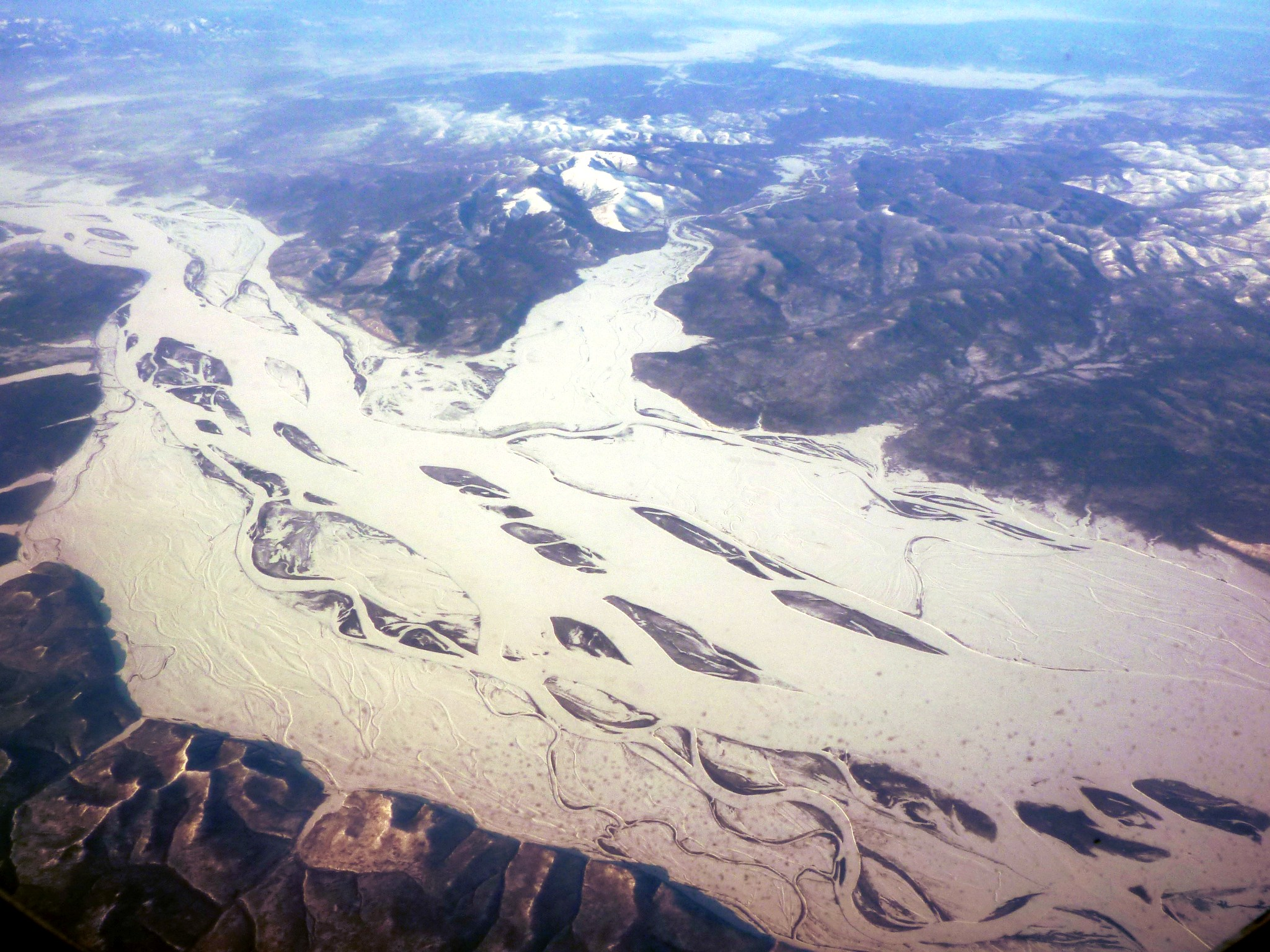
Confluencia del río Gorin (arriba) con el río Amur (planicie aluvial principal).

La reserva natural de Komsomolsk está ubicada en un paso estrecho del río Amur, donde pasa a través de las montañas Sijoté-Alín al este y las montañas de la zona baja del Amur al oeste. río arriba están las llanuras aluviales del valle inferior del río Amur y río abajo está el delta del Amur que desemboca en el Mar de Ojotsk. El territorio abarca el delta del río Gorin que es un afluente por el lado izquierdo del Amur, entrando por el oeste.
El río Gorin divide la reserva por la mitad, corriendo aproximadamente hacia el sureste. El río tiene entre 1,5 y 2 km de ancho en el extremo norte de la reserva y entre 4 y 5 km de ancho en la desembocadura donde desemboca en el río Amur. La confluencia presenta extensas llanuras aluviales en terrazas e islas fluviales.
La reserva es aproximadamente rectangular, mide 20 km de norte a sur y 30 km de oeste a este. El punto más alto del territorio es el Monte Chokketi de 800 metros. La cresta principal al norte de Gorin corre paralela al río durante unos 25 km con una pendiente media de 14 grados.

## Clima y ecorregión
La reserva se encuentra en la ecorregión de taiga de Ojotsk-Manchuria. Esta ecorregión es la taiga situada más al sur de Eurasia. En elevaciones bajas, los bosques son en su mayoría taiga de agujas ligeras como el alerce; en elevaciones más altas se encuentran bosques de pino y abeto. Al oeste se encuentra la ecorregión de bosques mixtos de Manchuria, un área de colinas bajas cubiertas de pinos y bosques caducifolios. El borde oriental es el Mar de Ojotsk y el Golfo de Sajalín. Al norte se encuentra la ecorregión de la taiga de Siberia Oriental, una región más fría de bosques de alerces. La ecorregión de bosques latifoliados y mixtos de Ussuri se encuentra algo más al sur, con temperaturas más cálidas y bosques mixtos latifoliados.
El clima característico de la reserva es clima continental húmedo, con veranos fríos (clasificación climática de Köppen (Dwb)), con un invierno seco. Este clima se caracteriza por grandes diferencias estacionales de temperatura, con inviernos secos y veranos frescos. Las temperaturas medias oscilan entre -25 °C en enero y +20 °C en julio. El viento sopla del este (de mar a tierra) durante el período cálido, trayendo el 80-90 % de la precipitación, y sopla de oeste a este (de Siberia hacia el mar) durante la estación fría.

## Flora y fauna
El 80 % del terreno está cubierto de bosques. En los niveles más bajos del río Gorin, los bosques son en su mayoría de cedro de hoja ancha, mientras que el abeto y el alerce dominan más al norte. Las comunidades de vegetación reunidas en la reserva muestran la representación de los tres complejos florísticos. Desde el sur, el complejo Manchú (Amur) encuentra más plantas amantes del calor que quedaron del período anterior a la glaciación. El complejo del mar de Bering desde el noreste presenta abetos y abetos de Ayan. El complejo de Siberia Oriental al norte presenta alerces, romeros y juncias.
Ubicada en una importante ruta migratoria de aves y aves acuáticas, dentro de los límites de la reserva se han registrado 233 especies de aves. La vida acuática también es muy rica con 50 especies de peces, 24 de las cuales son endémicos del Amur. (La reserva incluye una franja de 100 metros del río Amur).

## Ecoturismo
Como reserva natural estricta, la reserva Komsomolsk está en su mayor parte cerrada al público en general, aunque los científicos y aquellos visitantes con fines de «educación ambiental» pueden hacer arreglos con la administración de la reserva para realizar visitas. Hay varias rutas «ecoturísticas» a lo largo de la reserva que están abiertas al público, para realizar las visitas se requiere obtener permisos con anticipación y el tamaño y número de los grupos de turistas autorizados es limitado. La oficina principal de la reserva está situada en la ciudad de Komsomolsk del Amur.